# Malaxis reichei
Malaxis reichei är en orkidéart som först beskrevs av Rudolf Schlechter, och fick sitt nu gällande namn av Oakes Ames och Charles Schweinfurth. Malaxis reichei ingår i släktet knottblomstersläktet, och familjen orkidéer. Inga underarter finns listade i Catalogue of Life.